# Heteroscyphus polychaetus
Heteroscyphus polychaetus är en bladmossart som först beskrevs av Richard Spruce, och fick sitt nu gällande namn av Hentschel et Heinrichs. Heteroscyphus polychaetus ingår i släktet Heteroscyphus och familjen Lophocoleaceae. Inga underarter finns listade i Catalogue of Life.